# سکوت‌کنندگان
سریال سکوت‌کنندگان به ترکی استانبولی: «Suskunlar» یک مجموعه تلویزیونی ترکیه‌ای بیست و هشت قسمتی در ژانرهای درام و تریلر است که توسط تیمز پروداکشنز «Tims Productions» تولید و در سال ۲۰۱۲ از شبکه شو تی وی پخش شد. نخستین‌فصل شانزده قسمتی این سریال به کارگردانی محمت چاآتای توسون «Çağatay Tosun» از تاریخ ۱ مارس ۲۰۱۲ برای بینندگان به تصویر درآمد و در تاریخ ۲۱ ژوئن ۲۰۱۲ به پایان رسید. دومین فصل این سریال نیز در تاریخ ۶ سپتامبر ۲۰۱۲ به کارگردانی‌های چاری ویلا لوستووالی «Çağrı Vila Lostuvalı» و حتیجه مِمیش «Hatice Memiş» آغاز و در تاریخ ۲ دسامبر ۲۰۱۲ پایان پذیرفت.

## داستان
چهار پسر «نوجوان» و «خردسال» به نامهای «اجویت»، «ایسکا، ساری و ذکی» بدون هیچ دانشی از نحوه رانندگی، سوار ماشین باقلوا شده و با پیرمردی تصادف می‌کنند؛ سپس در دادگاه، محاکمه شده و به چندین سال حبس در «کانون اصلاح و تربیت» محکوم می‌شوند. آنان رفتارهای خشونت‌آمیزی را از سوی زندانیان بالغ و همچنین رئیس زندان متحمل می‌شوند و سه تن از کودکان خردسال «ایسکا، ساری و ذکی» مورد تعرض زندانیان بالغ قرار می‌گیرند. پس از آزادی، «اجویت»، خواستار جدایی همیشگی از سه کودک خردسال که مورد تعرض قرار گرفته بودند شده و برای تحصیل به آمریکا مهاجرت می‌کند. سالها بعد، اجویت اوران، در مقام وکیلی سرشناس و پیروز به کشورش بازمی‌گردد در همین هنگام، ذکی برای «انتقام»، یکی از همدستان متعرضین را کشته و در بازداشتگاه به دستور پلیسی‌فاسد به قتل می‌رسد. ساری و ایسکا پس از آگاه‌شدن از این رویداد دردناک، به «اجویت» روی آورده و ازو خواهش می‌کنند تا به عنوان وکیل، انتقام تعرضی را که سالها پیش در کانون اصلاح و تربیت برای آن‌دو اتفاق افتاده، از مجرمان و تعرض‌کنندگان بگیرد…
برای جلوگیری از فاش نشدن این سریال، تنها شرحی کوتاه دربارهٔ آن داده شده‌است.

## بازیگران و کاراکترها
| بازیگر                                 | کاراکتر                                         | نقش  | قسمتها |
| -------------------------------------- | ----------------------------------------------- | ---- | ------ |
| مورات یلدریم Murat Yıldırım            | اِجِویت اوران Ecevit Oran (Şerif)                 | اصلی | ۱-۲۸   |
| آسلِی اَنوَر Aslı Enver                   | آهو کومرال Ahu Kumral                           | اصلی | ۱-۲۸   |
| سارپ آکایا Sarp Akkaya                 | بیلال توتکون Bilal Tutkun (Sarı)                | اصلی | ۱-۲۸   |
| گووَن مورات آک‌پنار Güven Murat Akpınar  | ایبراهیم (ایسکا) İbrahim Kene (Iska)            | اصلی | ۱-۲۸   |
| توگای مرجان Tugay Mercan               | ذکی سینانلِی Zeki Sinanlı (Yanık)                | اصلی | ۱-۲۸   |
| برک هاکمن Berk Hakman                  | گورور کوتای Gurur Kutay/Gazanfer Bircan (Kasap) | مکمل | ۲-۲۶   |
| محمت اوزگور Mehmet Özgür               | عیرفان آلکارا İrfan Alkara (Takoz)              | مکمل | ۱-۲۸   |
| رها اوزجان Reha Özcan                  | سائیت کرم (مدیر) Sait Karam (Müdür)             | مکمل | ۱-۲۸   |
| اوزگه سزینجه وارلی Özge Sezince Varley | سیبل Sibel                                      | مکمل | ۳-۲۸   |
| پلین آکیل Pelin Akil                   | نیسان آئازاده Nisan Ağazade (Nur Ağazade)       | مکمل | ۱۷-۲۸  |
| الیف آتاکان Elif Atakan                | گول‌تَن Gülten                                    | مکمل | ۱-۲۸   |
| مرت آسوتای Mert Asutay                 | حسین Hüseyin                                    | مکمل | ۱-۵    |
| فاتیح پاشالِی Fatih Paşalı              | اوزجان تیریاکی Özcan Tiryaki (Yarasa)           | مکمل | ۱      |
| ژاله آیلانچ Jale Aylanç                | اومران کِنِه Ümran Kene (Ümran Anne)              | مکمل | ۱-۲۸   |
| فرات آلبایرام Fırat Albayram           | حسن Hasan (Çakal)                               | مکمل | ۱-۲۸   |
| باتوهان باشبویوک Batuhan Başıbüyük     | فرهات Ferhat                                    | مکمل | ۳-۲۵   |
| علیجان یوجه‌سوی Alican Yücesoy          | جبرئیل (Cebrail)                                | مکمل | ۱۱-۱۷  |

| بازیگران نوجوان و خردسال       | کاراکتر                            | قسمتها |
| ------------------------------ | ---------------------------------- | ------ |
| فورکان دیدیم Furkan Didim      | اجویت Ecevit Oran                  | ۱-۲۸   |
| یامور اسمر Yağmur Esmer        | آهو Ahu Kumral                     | ۱-۲۸   |
| امیرهان آک بابا Emirhan Akbaba | ساری Sarı                          | ۱-۲۸   |
| برکجان چاکار Berkcan Çakar     | ایسکا Iska                         | ۱-۲۸   |
| اولاشجان کوتلو Ulaşcan Kutlu   | ذکی Zeki Sinanlı                   | ۱-۲۸   |
| بارش اونر Barış Öner           | عیرفان İrfan Alkara                | ۱-۲۸   |
| افه آکرجان Efe Akercan         | گرور «گضنفر» Gazanfer Bircan Kasap | ۱-۲۸   |
| مرت چولاک Mert Çolak           | Özcan Tiryaki اوزجان تیریاکی       | ۱-۲۸   |

## پاداش‌ها و جایزه‌ها
سریال سکوت‌کنندگان به کارگردانی محمت چاآتای توسون به پاداش‌های زیر دست یافت:
| برنده                                                                             |
| --------------------------------------------------------------------------------- |
| ۱. بهترین کارگردانی سی و نهمین جوایز پروانه طلایی Altin Kelebek Ödülleri سال 2012 |
| ۲. بهترین سریال تلویزیونی سال ۲۰۱۲ در ترکیه                                       |
| ۳. برنده‌ی: «Sosyal Medya Ödülleri»                                                |
| ۴. برنده‌ی: «Düzce University»                                                     |